# Archidendron minahassae
Archidendron minahassae là một loài thực vật có hoa trong họ Đậu. Loài này được (Koord.) I.C.Nielsen miêu tả khoa học đầu tiên.